# Samoklęski (gromada w powiecie jasielskim)
Samoklęski – dawna gromada, czyli najmniejsza jednostka podziału terytorialnego Polskiej Rzeczypospolitej Ludowej w latach 1954–1972.
Gromady, z gromadzkimi radami narodowymi (GRN) jako organami władzy najniższego stopnia na wsi, funkcjonowały od reformy reorganizującej administrację wiejską przeprowadzonej jesienią 1954 do momentu ich zniesienia z dniem 1 stycznia 1973, tym samym wypierając organizację gminną w latach 1954–1972.
Gromadę Samoklęski z siedzibą GRN w Samoklęskach utworzono – jako jedną z 8759 gromad na obszarze Polski – w powiecie jasielskim w woj. rzeszowskim na mocy uchwały nr 22/54 WRN w Rzeszowie z dnia 5 października 1954. W skład jednostki weszły obszary dotychczasowych gromad Samoklęski i Mrukowa ze zniesionej gminy Żmigród Nowy oraz obszar dotychczasowej gromady Brzezowa ze zniesionej gminy Osiek Jasielski tymże powiecie. Dla gromady ustalono 17 członków gromadzkiej rady narodowej.
29 lutego 1956 z gromady Samoklęski wyłączono wieś Brzezowa w jej granicach katastralnych, włączając ją do gromady Kąty w tymże powiecie.
31 grudnia 1961 gromadę zniesiono, włączając jej obszar do gromady Osiek Jasielski w tymże powiecie.